# Ogni uomo dovrebbe averne due
Ogni uomo dovrebbe averne due (Every Home Should Have One) è un film del 1970 diretto da Jim Clark.